# Faust (llegenda)
La llegenda de Faust explica com un mag anomenat Faust pacta amb el diable per cedir-li la seva ànima a canvi de coneixement. La persona que prefereix la saviesa a la fe o la salvació estava condemnada per l'Església i apareix com a figura negativa en diferents històries, des del pecat original d'Adam i Eva o el de Prometeu fins al doctor Frankenstein. Són personatges que transcendeixen els límits fixats a l'ésser humà per curiositat o orgull excessiu, i acaben pagant-ne les conseqüències.
No és clar l'origen de la llegenda, que probablement barreja els contes populars sobre ànimes venudes i pactes satànics amb la figura d'un alquimista alemany del segle xv que afirmava que havia pactat amb el diable per obtenir la saviesa perfecta. Aquest personatge, Georgius Faustus (1480-1570) va ser citat per Luter, donant-li la fama definitiva. Alguns testimonis afirmen que es tractava d'un professor universitari que era considerat malèfic per la "màgia" que feia a les seves classes (amb la tècnica de la llanterna màgica), projectant imatges de monstres. L'explorador Philippo von Hutten li va atribuir poders profètics. Hauria estat jutjat i executat per bruixeria.
Llegendes similars es troben a Polònia i Anglaterra per la mateixa època i segueixen la tradició oral transmesa des del segle v, amb la història de Teophilus d'Adana, un monjo que va vendre's al diable per assolir el poder. Podrien incorporar els rumors que van envoltar Johann Fust, un dels inventors de la impremta, sobre coneixement tècnic maligne.

## Obres inspirades en la llegenda de Faust
La llegenda de Faust ha inspirat diverses obres, les més importants de les quals se citen per ordre cronològic en aquesta llista. La versió de Goethe és la que ha aconseguit la pervivència de la història en època contemporània, que apareix en videojocs, cançons i paròdies.
- Historia von D. Johann Fausten, de Johann Spies (1587)
- Tübinger Reim-Faust, de Johannes Feinaug (1588)
- The Tragicall History of Dr. Faustus, de Christopher Marlowe (1592)
- Cenodoxus, de Jacob Biedermann (1602)
- Faust und sieben Geister, de Gotthold Ephraim Lessing (1759)
- Faust, de Goethe (dues parts, en 1808 i 1832)
- The Devil and Tom Walker, de Washington Irvin (1824)
- Novaja Scena meždu Faustem i Mefistofelem, d'Aleksandr Puixkin (1825)
- Don Juan und Faust, de Christian Dietrich Grabbe (1829)
- Faust, obertura simfònica de Richard Wagner per a l'obra de Goethe (1831)
- Faust, ein Gedicht, de Nikolaus Lenau (1836)
- La Damnation de Faust, òpera de Berlioz (1846)
- Faust, de Jules Barbier i Michel Carré (1859)
- Faust, pel·lícula de Georges Méliès (1903)
- Gestes et opinions du docteur Faustroll, pataphysicien, d'Alfred Jarry (1911)
- Faust, pel·lícula de Friedrich Wilhelm Murnau (1926)
- Fausto: Uma Tragédia Subjectiva, de Fernando Pessoa
- Phantom of the Paradise, de Brian de Palma (1974)
- Mon Faust (ébauches), de Paul Valéry (1945-1946)
- Doktor Faustus, de Thomas Mann (1947)
- Faust 3.0, obra de La Fura dels Baus (1998)
- Fausto, d'Edgar Brau (2012)